# Десятое правительство Израиля
Десятое правительство Израиля (ивр. ממשלת ישראל העשירית‎) было сформировано 2 ноября 1961 после парламентских выборов. Хотя Давид Бен-Гурион был назначен премьер-министром, правительство фактически формировал министр финансов Леви Эшколь. 7 сентября Бен-Гурион заявил президенту Ицхаку Бен-Цви, что он не в состоянии сформировать правительство. 14 сентября Бен-Цви предложил Эшколю сформировать правительство, на что Эшколь заявил, что будет делать это только при условии, что премьер-министром будет Бен-Гурион. Это было последнее правительство, которое возглавлял Бен-Гурион.
Правительство было коалиционным, в правящую коалицию входили партии МАПАЙ, МАФДАЛ, Ахдут ха-Авода, Поалей Агудат Исраэль, Сотрудничество и братство и Прогресс и развитие. Заместители министров были назначены через четыре дня после формирования кабинета.
Правительство ушло в отставку 16 июня 1963 года, когда Бен-Гурион подал в отставку «по личным причинам». Как указывают некоторые эксперты, в действительности он был раздражён отсутствием поддержки со стороны своих коллег.

## Состав правительства
| Должность                                   | Имя, фамилия                               | Партийная принадлежность   |
| ------------------------------------------- | ------------------------------------------ | -------------------------- |
| Премьер-министр Министр обороны             | Давид Бен-Гурион                           | МАПАЙ                      |
| Министр сельского хозяйства                 | Моше Даян                                  | МАПАЙ                      |
| Министр развития                            | Гиора Йосефталь (до 23 августа 1962) 1     | МАПАЙ                      |
| Министр развития                            | Йосеф Альмоги (с 30 октября 1962)          | МАПАЙ                      |
| Министр образования и культуры              | Абба Эвен                                  | МАПАЙ                      |
| Министр финансов                            | Леви Эшколь                                | МАПАЙ                      |
| Министр иностранных дел                     | Голда Меир                                 | МАПАЙ                      |
| Министр здравоохранения                     | Хаим Моше Шапира                           | МАФДАЛ                     |
| Министр строительства                       | Гиора Йосефталь (до 23 августа 1962) 1     | МАПАЙ                      |
| Министр строительства                       | Йосеф Альмоги (с 30 октября 1962)          | МАПАЙ                      |
| Министр внутренних дел                      | Хаим Моше Шапира                           | МАФДАЛ                     |
| Министр юстиции                             | Дов Йосеф                                  | Не был депутатом Кнессета2 |
| Министр труда                               | Игаль Алон                                 | МАПАЙ                      |
| Министр внутренней безопасности             | Бехор-Шалом Шитрит                         | МАПАЙ                      |
| Министр связи                               | Элияху Сассон                              | Не был депутатом Кнессета3 |
| Министр по делам религий                    | Зерах Вархафтиг                            | МАФДАЛ                     |
| Министр торговли и промышленности           | Пинхас Сапир                               | МАПАЙ                      |
| Министр транспорта                          | Ицхак Бен-Аарон (до 28 мая 1962)           | Ахдут ха-Авода             |
| Министр транспорта                          | Исраэль Бар-Йехуда (с 28 мая 1962)         | Ахдут ха-Авода             |
| Министр социального обеспечения             | Йосеф Бург                                 | МАФДАЛ                     |
| Министр без портфеля                        | Йосеф Альмоги (до 30 октября 1962)         | МАПАЙ                      |
| Заместитель министра обороны                | Шимон Перес                                | МАПАЙ                      |
| Заместитель министра образования и культуры | Ами Асаф (до 17 мая 1963) 1                | МАПАЙ                      |
| Заместитель министра образования и культуры | Кальман Кахана (с 29 ноября 1961)          | Поалей Агудат Исраэль      |
| Заместитель министра финансов               | Ицхок Корн (с 30 мая 1962)                 | МАПАЙ                      |
| Заместитель министра здравоохранения        | Ицхак Рафаэль                              | МАФДАЛ                     |
| Заместитель министра внутренних дел         | Шломо-Исраэль Бен-Меир (с 18 февраля 1962) | МАФДАЛ                     |

1 Умер, находясь в должности
2 Йосеф в то время не был депутатом Кнессета, но входил в парию МАПАЙ.
3 Сассон в это время не был депутатом Кнессета, но на парламентских выборах 1965 года, был избран в Кнессет от партии Маарах.